# Croton oreades
Espèce
Croton oreades est une espèce de plantes à fleurs du genre Croton et de la famille des Euphorbiaceae, présente à Madagascar.
Il a pour synonyme :
- Croton oreades var. occidentalis, Leandri, 1939